# 鴻池俊憲
鴻池 俊憲（こうのいけ としのり、1951年〈昭和26年〉- ）は、日本の経済学者。専門はマクロ経済学。近畿大学経営学部商学科教授。経済学博士（神戸大学、1979年）。

## 略歴
- 1973年　神戸大学経済学部経済学科
- 1979年　神戸大学経済学研究科（経済学・経済政策専攻）博士課程修了、経済学博士（神戸大学）
- 近畿大学教養部講師
- 近畿大学助教授
- 1986年 ‐ 1987年　ラトガース大学客員教員
- 近畿大学教授
- 2003年　近畿大学経営学部商学科教授

## 著書
- 『マクロ経済学の構図 方法論的アプローチ』（S.C.ダウ 著、鴻池俊憲、矢根真二 訳）（日本経済評論社 1991年3月 ISBN 4818804525）
- 『ケインズ「一般理論」と蓄積』（A.アシマコプロス 著、鴻池俊憲 訳）（日本経済評論社 1993年4月 ISBN 4818806722）
- 『初歩からのマクロ経済学』（遊タイム出版 2005年4月 ISBN 4860101073　2010年5月 ISBN 9784860102821）

| スタブアイコン | サブスタブ | この項目は、まだ閲覧者の調べものの参照としては役立たない、人物に関連した書きかけの項目です。この項目を加筆・訂正などしてくださる協力者を求めています（P:人物伝/PJ:人物伝）。 |